# تزیانو پیاچنتینو
تزیانو پیاچنتینو (به ایتالیایی: Ziano Piacentino) یک کومونه در ایتالیا است که در استان پیاچنزا واقع شده‌است. تزیانو پیاچنتینو ۳۲٫۹ کیلومتر مربع مساحت و ۲٬۶۷۱ نفر جمعیت دارد.

## خواهرخوانده
شهر Pont-de-l'Isère خواهرخواندهٔ تزیانو پیاچنتینو هست.